# Élections législatives de 1839 dans l'Aisne
Les élections législatives françaises de 1839 se déroulent le 2 mars 1839. Dans le département de l'Aisne, sept députés sont à élire dans le cadre d'un scrutin uninominal majoritaire.

## Élus
|   | Arrondissement | Député sortant                 |  | Parti                    | Député élu ou réélu            |  | Parti                    |
| - | -------------- | ------------------------------ |  | ------------------------ | ------------------------------ |  | ------------------------ |
| = | Premier        | Louis Desabes                  |  | Opposition dynastique    | Louis Desabes                  |  | Opposition dynastique    |
| = | Second         | Odilon Barrot                  |  | Opposition dynastique    | Odilon Barrot                  |  | Opposition dynastique    |
| = | Troisième      | Benoît Fould                   |  | Majorité gouvernementale | Benoît Fould                   |  | Majorité gouvernementale |
| = | Quatrième      | Alexandre-François Vivien      |  | Tiers parti              | Alexandre-François Vivien      |  | Tiers parti              |
| = | Cinquième      | Théodore Quinette de Rochemont |  | Opposition dynastique    | Théodore Quinette de Rochemont |  | Opposition dynastique    |
| = | Sixième        | Armand Lherbette               |  | Opposition dynastique    | Armand Lherbette               |  | Opposition dynastique    |
| = | Septième       | Xavier de Sade                 |  | Opposition dynastique    | Xavier de Sade                 |  | Opposition dynastique    |

## Résultats

### Résultats globaux
|                | Parti du Mouvement     | 1 590 | 56,20  | 6 |  |  |
|                |                        |       |        |   |  |  |
|                | Parti de la Résistance | 840   | 29,69  | 1 |  |  |
|                |                        |       |        |   |  |  |
|                | Tiers parti            | 399   | 14,10  | 0 |  |  |
|                |                        |       |        |   |  |  |
|                |                        |       |        |   |  |  |
| Inscrits       | Inscrits               | 3 169 | 100,00 |   |  |  |
| Abstentions    | Abstentions            | 296   | 9,34   |   |  |  |
| Votants        | Votants                | 2 873 | 90,66  |   |  |  |
| Blancs et nuls | Blancs et nuls         | 44    | 1,53   |   |  |  |
| Exprimés       | Exprimés               | 2 829 | 98,47  |   |  |  |

### Résultats par circonscription

#### Premier arrondissement
- Député sortant : Louis Desabes (Opposition dynastique), réélu.

|                  | Louis Desabes*    | Opposition dynastique    | 342 | 64,77  |  |  |
|                  | Albert Debrotonne | Majorité gouvernementale | 93  | 17,61  |  |  |
|                  | Alphonse Foy      | Tiers parti              | 93  | 17,61  |  |  |
|                  |                   |                          |     |        |  |  |
| Inscrits         | Inscrits          | Inscrits                 | 571 | 100,00 |  |  |
| Abstentions      | Abstentions       | Abstentions              | 37  | 6,48   |  |  |
| Votants          | Votants           | Votants                  | 534 | 93,52  |  |  |
| Blancs et nuls   | Blancs et nuls    | Blancs et nuls           | 6   | 1,12   |  |  |
| Exprimés         | Exprimés          | Exprimés                 | 528 | 98,88  |  |  |
| * député sortant |                   |                          |     |        |  |  |

#### Deuxième arrondissement
- Député sortant : Odilon Barrot (Opposition dynastique), réélu.

|                  | Odilon Barrot*    | Opposition dynastique    | 293 | 86,69  |  |  |
|                  | Alfred de Marmier | Majorité gouvernementale | 45  | 13,31  |  |  |
|                  |                   |                          |     |        |  |  |
| Inscrits         | Inscrits          | Inscrits                 | 425 | 100,00 |  |  |
| Abstentions      | Abstentions       | Abstentions              | 81  | 19,06  |  |  |
| Votants          | Votants           | Votants                  | 344 | 80,94  |  |  |
| Blancs et nuls   | Blancs et nuls    | Blancs et nuls           | 6   | 1,74   |  |  |
| Exprimés         | Exprimés          | Exprimés                 | 338 | 98,26  |  |  |
| * député sortant |                   |                          |     |        |  |  |

#### Troisième arrondissement
- Député sortant : Benoît Fould (Majorité gouvernementale), réélu.

|                  | Benoît Fould*  | Majorité gouvernementale | 197 | 58,81  |  |  |
|                  | Odilon Barrot  | Opposition dynastique    | 125 | 37,31  |  |  |
|                  | Désiré Maurenq | Tiers parti              | 13  | 3,88   |  |  |
|                  |                |                          |     |        |  |  |
| Inscrits         | Inscrits       | Inscrits                 | 352 | 100,00 |  |  |
| Abstentions      | Abstentions    | Abstentions              | 14  | 3,98   |  |  |
| Votants          | Votants        | Votants                  | 338 | 96,02  |  |  |
| Blancs et nuls   | Blancs et nuls | Blancs et nuls           | 3   | 0,89   |  |  |
| Exprimés         | Exprimés       | Exprimés                 | 335 | 99,11  |  |  |
| * député sortant |                |                          |     |        |  |  |

#### Quatrième arrondissement
- Député sortant : Alexandre-François Vivien (Tiers parti), réélu.

|                  | Alexandre-François Vivien* | Tiers parti    | 293 | 100,00 |  |  |
|                  |                            |                |     |        |  |  |
| Inscrits         | Inscrits                   | Inscrits       |     | 100,00 |  |  |
| Abstentions      |                            |                |     |        |  |  |
| Votants          | Votants                    | Votants        | 312 |        |  |  |
| Blancs et nuls   | Blancs et nuls             | Blancs et nuls | 19  | 6,09   |  |  |
| Exprimés         | Exprimés                   | Exprimés       | 293 | 93,91  |  |  |
| * député sortant |                            |                |     |        |  |  |

#### Cinquième arrondissement
- Député sortant : Théodore Quinette de Rochemont (Opposition dynastique), réélu.

|                  | Théodore Quinette de Rochemont* | Opposition dynastique    | 298 | 66,22  |  |  |
|                  | Camille Godelle                 | Majorité gouvernementale | 152 | 33,78  |  |  |
|                  |                                 |                          |     |        |  |  |
| Inscrits         | Inscrits                        | Inscrits                 |     | 100,00 |  |  |
| Abstentions      |                                 |                          |     |        |  |  |
| Votants          | Votants                         | Votants                  | 454 |        |  |  |
| Blancs et nuls   | Blancs et nuls                  | Blancs et nuls           | 4   | 0,88   |  |  |
| Exprimés         | Exprimés                        | Exprimés                 | 450 | 99,12  |  |  |
| * député sortant |                                 |                          |     |        |  |  |

#### Sixième arrondissement
- Député sortant : Armand Lherbette (Opposition dynastique), réélu.

|                  | Armand Lherbette* | Opposition dynastique    | 302 | 52,61  |  |  |
|                  | Alphonse Paillet  | Majorité gouvernementale | 272 | 47,39  |  |  |
|                  |                   |                          |     |        |  |  |
| Inscrits         | Inscrits          | Inscrits                 |     | 100,00 |  |  |
| Abstentions      |                   |                          |     |        |  |  |
| Votants          | Votants           | Votants                  | 575 |        |  |  |
| Blancs et nuls   | Blancs et nuls    | Blancs et nuls           | 1   | 0,17   |  |  |
| Exprimés         | Exprimés          | Exprimés                 | 574 | 99,83  |  |  |
| * député sortant |                   |                          |     |        |  |  |

#### Septième arrondissement
- Député sortant : Xavier de Sade (Opposition dynastique), réélu.

|                  | Xavier de Sade* | Opposition dynastique    | 230 | 73,95  |  |  |
|                  | M. Lejeune      | Majorité gouvernementale | 81  | 26,05  |  |  |
|                  |                 |                          |     |        |  |  |
| Inscrits         | Inscrits        | Inscrits                 |     | 100,00 |  |  |
| Abstentions      |                 |                          |     |        |  |  |
| Votants          | Votants         | Votants                  | 316 |        |  |  |
| Blancs et nuls   | Blancs et nuls  | Blancs et nuls           | 5   | 1,58   |  |  |
| Exprimés         | Exprimés        | Exprimés                 | 311 | 98,42  |  |  |
| * député sortant |                 |                          |     |        |  |  |

## Rappel des résultats départementaux des élections de 1837

### Élus en 1837
| Arr.             | Élu(e) | Élu(e)                   | Élu(e)                          | Élu(e)               | Élu(e)               | Battu(e) (seconde place) | Battu(e) (seconde place) | Battu(e) (seconde place)   | Battu(e) (seconde place) | Battu(e) (seconde place) |
| Arr.             | Parti  | Parti                    | Nom                             | % suffrages exprimés | % suffrages exprimés | Parti                    | Parti                    | Nom                        | % suffrages exprimés     | % suffrages exprimés     |
| Arr.             | Parti  | Parti                    | Nom                             | 1er tour             | 2e tour              | Parti                    | Parti                    | Nom                        | 1er tour                 | 2e tour                  |
| ---------------- | ------ | ------------------------ | ------------------------------- | -------------------- | -------------------- | ------------------------ | ------------------------ | -------------------------- | ------------------------ | ------------------------ |
| Premier          |        | Opposition dynastique    | Louis Desabes*                  | 100,00 %             | -                    | Pas d'adversaire         | Pas d'adversaire         | Pas d'adversaire           | Pas d'adversaire         | Pas d'adversaire         |
| Second           |        | Opposition dynastique    | Odilon Barrot*                  | 92,62 %              | -                    |                          | Tiers parti              | Alphonse Foy               | 5,74 %                   | -                        |
| Troisième        |        | Majorité gouvernementale | Benoît Fould*                   | 84,32 %              | -                    |                          | Opposition dynastique    | M. Arago                   | 10,45 %                  | -                        |
| Quatrième        |        | Tiers parti              | Alexandre-François Vivien*      | 96,53 %              | -                    |                          | Légitimiste              | Antoine Fouquier d'Hérouel | 2,70 %                   | -                        |
| Cinquième        |        | Opposition dynastique    | Théodore Quinette de Rochemont* | 100,00 %             | -                    | Pas d'adversaire         | Pas d'adversaire         | Pas d'adversaire           | Pas d'adversaire         | Pas d'adversaire         |
| Sixième          |        | Opposition dynastique    | Armand Lherbette*               | 52,47 %              | -                    |                          | Majorité gouvernementale | Alphonse Paillet           | 47,53 %                  | -                        |
| Septième         |        | Opposition dynastique    | Xavier de Sade*                 | 83,88 %              | -                    |                          | Majorité gouvernementale | Jean-Gilbert Ymbert        | 16,12 %                  | -                        |
| * député sortant |        |                          |                                 |                      |                      |                          |                          |                            |                          |                          |